# Friendly (Virginia Occidentale)
Friendly è un comune degli Stati Uniti d'America, situato nello Stato della Virginia Occidentale, nella contea di Tyler.